# はっぴいえんどBOX
『はっぴいえんどBOX』（はっぴいえんどボックス）は、2004年3月31日に発売されたはっぴいえんどのボックス・セット。

## 解説
メンバー自身が監修した8枚組コンプリート・ボックス。ディスク1~5には全オリジナル・アルバムに加え、シングル・テイクや既発のライブ・テイクなど、公式発表された全音源を収録。ボーナス・トラックにはメンバーがセレクトした未発表テイクを収録。ディスク6~7には新たに見つかった1970年1月の「IFC前夜祭」での「BLUEBIRD」のカヴァーを含むライヴ音源を収録。ディスク8にはメンバーがバッキングでレコーディングに参加した楽曲を収録。
全ディスクCD-EXTRA仕様。コンテンツには写真や資料類を各ディスクに収録。愛蔵家用IDナンバー付きの特殊パッケージによるCDサイズ・ボックス。同梱特典としてメンバーによる序文、ロングインタビュー、楽曲解説、エッセイほかを収録したブックレットと、1973年に刊行された全曲楽譜集『CITY はっぴいえんどソングブック』完全復刻版を封入。ディスク2『風街ろまん』は後に紙ジャケット仕様で単品リリースされた。

## 収録曲

### 「DISC1『はっぴいえんど』(1970)」(IOCD-40051)
1. 春よこい
2. かくれんぼ
3. しんしんしん
4. 飛べない空
5. 敵-THANATOSを想起せよ
6. あやかしの動物園
7. 十二月の雨の日
8. いらいら
9. 朝
10. はっぴいえんど
11. 続はっぴーいいえーんど
<BONUS TRACKS>
12. 十二月の雨の日 （未発表ヴァージョン）
13. 十二月の雨の日 （シングル・ヴァージョン）
14. いらいら （ロング・フェイド・アウト・エディット）
15. 朝 （テイク3）
16. 手紙 （「風をあつめて」リハーサル・テイク）
<CD-EXTRA>

- はっぴいえんど記念館 #1 大瀧詠一篇

### 「DISC2『風街ろまん』(1971)」(IOCD-40052)
1. 抱きしめたい
2. 空いろのくれよん
3. 風をあつめて
4. 暗闇坂むささび変化
5. はいからはくち
6. はいから・びゅーちふる
7. 夏なんです
8. 花いちもんめ
9. あしたてんきになあれ
10. 颱風
11. 春らんまん
12. 愛餓を
<BONUS TRACKS>
13. はいからはくち お囃子〜ナレーション（テイクちぇるしい）
14. はいからはくち ナレーション（テイク1・2）
15. はいからはくち （『CITY』ヴァージョン）
16. はいからはくち （シングル・ヴァージョン）
17. あしたてんきになあれ （リハーサル・テイク/リズム・トラックス）
18. 夏なんです （リハーサル・テイク）
19. あいうえお
<CD-EXTRA>

- はっぴいえんど記念館 #2 松本隆篇

### 「DISC3『HAPPY END』(1973)」(IOCD-40053)
1. 風来坊
2. 氷雨月のスケッチ
3. 明日あたりはきっと春
4. 無風状態
5. さよなら通り3番地
6. 相合傘
7. 田舎道
8. 外はいい天気
9. さよならアメリカ さよならニッポン
<CD-EXTRA>

- はっぴいえんど記念館 #3 細野晴臣篇
- はっぴいえんど写真館 #3（撮影：山本隆士）

### 「DISC4『ライブ!! はっぴいえんど』(1974)」(IOCD-40054)
1. はいからはくち
2. 夏なんです
3. 氷雨月のスケッチ
4. 抱きしめたい
5. 空とぶ・ウララカ・サイダー / 大瀧詠一とココナッツ・バンク
6. ココナツ・ホリデー / 大瀧詠一とココナッツ・バンク
7. 街行き村行き / 西岡恭蔵
8. 春一番 / 西岡恭蔵
9. 十二月の雨の日
10. かくれんぼ
11. 春よ来い
<CD-EXTRA>

- はっぴいえんど記念館 #4 鈴木茂篇
- 松本隆『はやすぎた回想録』 （『ライブ!! はっぴいえんど』所収）

### 「DISC5『THE HAPPY END』(1985)」(IOCD-40055)
1. 十二月の雨の日
2. 風をあつめて
3. 花いちもんめ
4. さよならアメリカ、さよならニッポン
<CD-EXTRA>

- 若いこだま （NHKラジオ第一/71年12月3日22時15分より放送）(佐野史郎蔵)
- 初回特典パンフレット （『THE HAPPY END』所収）

### 「DISC6『はっぴいえんど ライヴ・ヒストリー〜レアリティーズ〜VOL.1』(ULTIMATE LIVE HISTORY VOL.1 1970-1971)」(IOCD-40056)
- 選曲・ライナーノーツ：高護+湯浅学

「ロック叛乱祭」1970年4月12日/文京公会堂
1. 十二月の雨の日
2. 春よ来い
3. かくれんぼ

「第2回全日本フォーク・ジャンボリー」1970年8月9日/岐阜県・椛の湖
1. 朝
2. 十二月の雨の日
3. 春よ来い
4. あやかしのどうぶつえん
5. いらいら
6. 雨あがりのビル街
7. しんしんしん
8. かくれんぼ

「第3回全日本フォーク・ジャンボリー」1971年8月7日/岐阜県・椛の湖
1. 抱きしめたい
2. 朝
3. 十二月の雨の日
4. かくれんぼ
5. はいからはくち
6. 春よ来い
<CD-EXTRA>

- はっぴいえんど写真館 #1（撮影：野上眞宏）

### 「DISC7『はっぴいえんど ライヴ・ヒストリー〜レアリティーズ〜VOL.2』(ULTIMATE LIVE HISTORY VOL.2 1972)」(IOCD-40057)
- 選曲・ライナーノーツ：高護+湯浅学

「フォークオールスター夢の競演 音溺大歌合」1972年4月22日/日本武道館
1. それはぼくじゃないよ
2. 空いろのくれよん
3. 春らんまん
4. びんぼう
5. はいからはくち

「春一番」1972年5月6日/大阪天王寺野外音楽堂
1. びんぼう
2. はいからはくち

「大震祭 VOL.3」1972年8月5日/長崎市公会堂
1. 花いちもんめ
2. かくれんぼ
3. どろんこまつり
4. それはぼくじゃないよ
5. 夏なんです
6. ちぎれ雲
7. 春らんまん
8. はいからはくち
9. びんぼう

「タイトル不明」1972年8月25日/名古屋勤労会館
1. 抱きしめたい
2. はいからはくち

「IFC前夜祭」1970年1月13日/都市センターホール
1. BLUEBIRD（ヴァレンタイン・ブルー）
<CD-EXTRA>

- はっぴいえんど写真館 #2（撮影：野上眞宏）

### 「DISC8『WITH はっぴいえんど バッキング音源集』(VERY BEST OF PRODUCTION WORKS)」(IOCD-40058)
- 選曲・ライナーノーツ：佐野史郎

1. 夜汽車のブルース / 遠藤賢司
2. 雨あがりのビル街 / 遠藤賢司
3. 失業手当 / 高田渡
4. 自転車にのって / 高田渡
5. ゼニの効用力について / 加川良
6. まちは裸ですわりこんでいる / 友部正人
7. ありがとう / 小坂忠
8. 時にまかせて / かねのぶさちこ
9. からのベッドのブルース / 布谷文夫
10. びんぼう / 大瀧詠一
11. ウララカ / 大瀧詠一
12. 自由への長い旅 / 岡林信康
13. だからここに来た / 岡林信康
14. コペルニクス的転回のすすめ / 岡林信康
<CD-EXTRA>

- 岡林信康 & はっぴいえんど「私たちの望むものは」※ドキュメンタリー映画『だからここに来た 〜全日本フォーク・ジャンボリーの記録』(70年)より

## BOOK1：『はっぴいえんどBOOK』
- 序：細野晴臣、大瀧詠一、松本隆、鈴木茂
- はっぴいえんど総論：北中正和
- はっぴいえんど前夜：篠原章
- 細野晴臣インタビュー：岸野雄一
- 大瀧詠一インタビュー：萩原健太
- 松本隆インタビュー：堀込高樹
- 鈴木茂インタビュー：青山陽一
- ディレクター・インタビュー：田口史人
- エンジニア・インタビュー：小田晶房
- デザイナー / 漫画家インタビュー：大西祥平
- はっぴいえんど詞集
- はっぴいえんど資料（年表、ファミリー・ツリー、ディスコグラフィ、バッキング・ディスコグラフィ）

## BOOK2：復刻版『CITY はっぴいえんどソングブック』(73年 / シンコーミュージック)
- 協力：矢吹申彦
- 復刻：シンコーミュージック

## クレジット
| 監修：細野晴臣 大瀧詠一 松本隆 鈴木茂                     |
|                                                           |
| クリエイティヴ・ディレクション & 編集：川勝正幸           |
| 画 (BOX)：松本大洋                                        |
| アートワーク監修：松本隆                                  |
| アート・ディレクション & デザイン：岡田崇                 |
|                                                           |
| リマスタリング：小池光夫                                  |
| リマスタリング監修：鈴木茂                                |
|                                                           |
| プロダクション・マネジメント：はっぴいえんどBOX制作委員会 |